# Xing Zhaolin
Xing Zhaolin (chino simplificado: 邢昭林), es un actor y cantante chino.

## Biografía
Estudió en el "Henan Experimental High School" de donde salió en 2013.
Habla con fluidez inglés y coreano.

## Carrera
Es miembro de la agencia "Tongle Entertainment", sub-agencia de "Xing Zhao Lin Studio". Previamente fue aprendiz de la agencia surcoreana SM Entertainment.
En junio del 2017 se unió al elenco recurrente de la popular serie china Princess Agents donde interpretó a Yue Qi, la mano derecha de Yuwen Yue (Lin Gengxin), un guerrero leal y capaz, que lucha junto a él.
El 10 de julio del mismo año se unió al elenco principal de la serie The Eternal Love donde interpretó a Mo Liancheng, el 8.º príncipe del reino Dongyue, que a pesar de ser un erudito frágil posee grandes habilidades en artes marciales, hasta el final de la serie el 15 de agosto del mismo año.
El 20 de noviembre del mismo año se unió al elenco principal de la serie I Cannot Hug You donde dio vida al joven escritor Jiang Zhihao, quien sufre de misofobia (miedo a la suciedad), por lo que siempre trata de mantener distancia de quienes le rodean, hasta el final de la serie el 8 de enero del 2018. Zhaolin volvió a interpretar a Zhihao durante la segunda temporada de la serie la cual fue emitida del 9 de febrero del 2018 al 2 de marzo del mismo año.
El 22 de octubre del 2018 se unió al elenco principal de la segunda temporada de la serie "The Eternal Love": titulada The Eternal Love 2 donde volvió a dar vida a Mo Liancheng, hasta el final de la serie el 3 de diciembre del mismo año.
El 6 de junio del 2019 se unió al elenco principal de la serie Blowing in the Wind donde interpretó al estudiante Xia Di, hasta el final de la serie el 3 de julio del mismo año.
El 25 de septiembre del mismo año se unió al elenco principal de la serie Lucky's First Love (también conocida como "The World Owes Me A First Love") donde interpretó a Xia Ke, el dueño de una empresa de juegos con un carácter fuerte que se enamora de Xing Yun (Bai Lu), hasta el final de la serie el 17 de octubre del mismo año.
El 2 de octubre del mismo año se unió al elenco principal de la serie Standing in the Time (不负时光) donde dio vida a Zhou Zimo.
El 5 de junio del 2020 se unió al elenco principal de la serie You Are My Destiny (también conocida como "Fated To Love You") donde interpretó a Wang Xiyi, un dominante heredero de un conglomerado, que conoce y se enamora de Chen Jiaxin (Liang Jie), una inexperta editora de arte durante un crucero a Hungría, hasta el final de la serie el 23 de junio del mismo año.
l 1 de junio de 2021 se unió al elenco principal de la tercera entrega de la serie "Eternal Love": Eternal Love 3 donde volvió a dar vida al 8.º príncipe Mo Liangcheng, hasta el final de la serie el 14 de junio del mismo año.
El 10 de septiembre de 2021 se unirá al elenco principal de la serie Cute Programmer (también conocida como "The Programmer is So Cute") donde interpretará a Jiang Yicheng.
Ese mismo año se unirá al elenco principal de la serie The Unknown: Legend of Exorcist Zhong Kui (también conocida como "Wen Tian Lu") donde dará vida a Zhong Yunfei, un joven justo, ejemplar y de pocas palabras que usa sus habilidades para el bien, que se une a sus amigos para dedicarse a atrapar demonios.

## Filmografía

### Series de televisión
| Año             | Título                                    | Personaje             | Notas        |
| --------------- | ----------------------------------------- | --------------------- | ------------ |
| TBA             | Choice Husband                            | Pei Yanzhen           | [ 21 ]       |
| TBA             | The Unknown: Legend of Exorcist Zhong Kui | Zhong Yunfei          |              |
| 2021 - presente | Cute Programmer                           | Jiang Yicheng         |              |
| 2021            | The Eternal Love 3                        | Príncipe Mo Liancheng | 30 episodios |
| 2020            | Marry Me                                  | Long Yao              | 35 episodios |
| 2020            | You Are My Destiny                        | Wang Xiyi             | 36 episodios |
| 2019            | Standing in the Time                      | Zhou Zimo / Lei Yang  | 38 episodios |
| 2019            | Lucky's First Love                        | Xia Ke                | 24 episodios |
| 2019            | Blowing in the Wind                       | Xia Di                | 28 episodios |
| 2018            | The Eternal Love 2                        | Príncipe Mo Liancheng | 30 episodios |
| 2018            | I Cannot Hug You 2                        | Jiang Zhihao          | 16 episodios |
| 2017 - 2018     | I Cannot Hug You                          | Jiang Zhihao          | 16 episodios |
| 2017            | The Eternal Love                          | Príncipe Mo Liancheng | 24 episodios |
| 2017            | Princess Agents                           | Yue Qi                |              |
| 2016            | Sword Chaos                               | Ba Wangqiang          |              |
| 2016            | Magical Space-time                        | Cantante del Grupo    |              |

### Películas
| Año  | Título        | Personaje           | Notas                                                |
| ---- | ------------- | ------------------- | ---------------------------------------------------- |
| 2015 | 20 Once Again | Miembro de la Banda | junto a Yang Zishan, Luhan, Chen Bolin y Wang Deshun |

### Programas de variedades
| Año        | Programa                | Notas                  |
| ---------- | ----------------------- | ---------------------- |
| 2017, 2018 | Happy Camp (快乐大本营) | 2 episodios - invitado |
| 2017       | 搭车卡拉SHOW            |                        |
| 2017       | 大明星小故事            |                        |
| 2017       | 蘑菇星法则              |                        |
| 2017       | 橘子辣访                |                        |
| 2014       | 百万粉丝                |                        |

### Eventos
| Año  | Programa                                                | Notas |
| ---- | ------------------------------------------------------- | ----- |
| 2019 | The 4th Golden Bud Network Film and Television Festival |       |
| 2019 | 6th The Actors of China Annual Gala                     |       |
| 2018 | 全球华侨华人春节大联欢                                  |       |
| 2017 | 湖南卫视中秋之夜                                        |       |

### Apariciones en videos musicales
| Año  | Artista | Canción | Notas           |
| ---- | ------- | ------- | --------------- |
| 2013 | EXO     | "Wolf"  | (versión drama) |

### Revistas / sesiones fotográficas
| Año  | Título                                 | Notas                       |
| ---- | -------------------------------------- | --------------------------- |
| 2020 | VW Magazine                            |                             |
| 2019 | Variety China - "Downton Abbey-Themed" |                             |
| 2019 | FreeXtar                               |                             |
| 2017 | CHIC (小资)                            |                             |
| 2017 | Icon-F Magazine                        | (publicación de septiembre) |
| 2017 | Cosmopolitan China                     | [ 24 ]                      |
| -    | BAAZAR Men                             |                             |

## Discografía

### Banda sonora
| Año  | Canción                                  | Álbum                        | Notas               |
| ---- | ---------------------------------------- | ---------------------------- | ------------------- |
| 2019 | The Whole World's Secrets (全世界的秘密) | OST de "Blowing In The Wind" | junto a Eleanor Lee |

### Otras canciones
| Año  | Canción                          | Álbum                          | Notas                                                                                   |
| ---- | -------------------------------- | ------------------------------ | --------------------------------------------------------------------------------------- |
| 2020 | "Person By The Bedside" (枕边人) | OST de "Eternal Love of Dream" | junto a Liang Jie - (canción interpretada durante el Tencent Video All Star Night 2020) |

## Premios y nominaciones
| Año  | Categoría            | Premio                       | Trabajo          | Resultado |
| ---- | -------------------- | ---------------------------- | ---------------- | --------- |
| 2017 | Most Promising Actor | 2nd Tencent Video Star Award | The Eternal Love | Ganó      |